# مردی بدون وطن
مردی بدون وطن یا مرد بی وطن (به انگلیسی: A Man Without a Country) با عنوان فرعی «شرح حالی از زندگی در آمریکای جورج دبلیو. بوش» مجموعه مقالاتی است از کرت وانه‌گت (منتشر شده در سال ۲۰۰۵) که با نگاهی سیاسی، دولت وقت آمریکا را به نقد می‌کشد. طنز تلخ کورت وانگات و زبان صریح او در این مقالات کاملاً نمود یافته‌است.

## ترجمه
این کتاب در ایران دستکم سه بار ترجمه و چاپ شده‌است: نشر مروارید با ترجمه پریسا سلیمان‌زاده اردبیلی و زیبا گنجی، نشر کاروان با ترجمه حسین شهرابی در سال۱۳۸۶ و نشر چشمه با ترجمه علی اصغر بهرامی در سال۱۳۹۰.